# Qeqertarsuaq
|  | Per a altres significats, vegeu «Qeqertarsuaq (Qaanaaq)». |

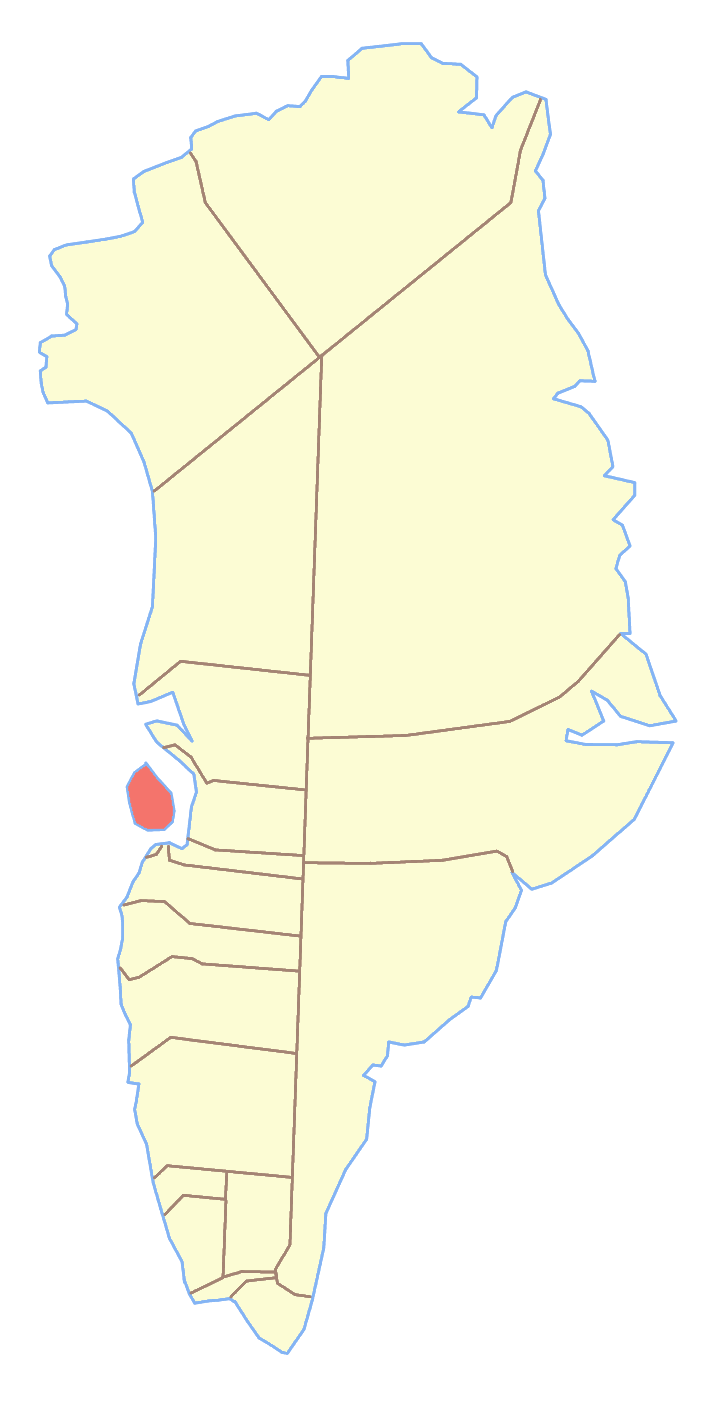
Situació de Qeqertarsuaq a Groenlàndia

Qeqertarsuaq és una municipalitat de Groenlàndia Occidental. Ocupa l'illa homònima i els illots adjacents, i la capital municipal també s'anomena com l'illa; el nom vol dir illa gran en Kalaallisut (groenlandès). La ciutat va ser fundada el 1773 amb el nom danès de Godhavn, i el 2005 tenia 978 habitants (1.032 en el conjunt de la municipalitat).